# Спектрум-центр
Спектрум-центр (англ. Spectrum Center), известная также как «TWC Arena», «The Cable Box» и «Тайм Уорнер Кейбл-арена») — спортивно-развлекательный комплекс, расположенный в Шарлотте, Северная Каролина, США. В основном используется как домашняя арена для команды «Шарлотт Хорнетс» из НБА. Открытие состоялось в октябре 2005 года концертом Rolling Stones, а первая игра «Бобкэтс» прошла 5 ноября 2005 года. Над ареной подвешен видеоэкран Daktronics размером 16 на 28 футов, самый большой экран в закрытых помещениях. Комплекс принадлежит городу Шарлотта, однако управляется «Хорнетс».
При открытии арена носила название «Шарлотт Бобкэтс-арена». 8 апреля 2008 года «Бобкэтс» анонсировали, что компания Time Warner Cable купила права на название. 17 августа 2016 года арена была переименована в «Спектрум-центр» в связи с покупкой Time Warner Cable компанией Charter Communications.

## Развлекательные мероприятия
Кроме спортивных соревнований арена также принимает множество музыкальных, развлекательных и других мероприятий
На арене выступали с концертами:
- The Rolling Stones — A Bigger Bang Tour — 21 октября 2005
- U2 — Vertigo Tour — 12 декабря 2005
- Долли Партон — 15 декабря 2005
- Clay Aiken — 21 декабря 2005
- Aerosmith — Rockin' the Joint Tour, c Ленни Кравицом — 12 января 2006
- Larry the Cable Guy — 14 января 2006
- Bon Jovi — Have A Nice Day Tour — 18 января 2006
- WWE Raw — 23 января 2006
- Кит Урбан — 16 февраля 2006 и 18 июня 2009
- Ringling Bros. and Barnum & Bailey Circus — 22 и 26 февраля 2006
- WWE Vengeance — 25 июня 2006
- American Idol Live! — American Idols 2006 Tour — 1 августа 2006, American Idols 2008 Tour — 17 августа 2008 и American Idols 2009 Tour — 1 августа 2009
- Эрик Клэптон — 17 октября 2006
- Blue Man Group — 17 ноября 2006
- Red Hot Chili Peppers — 23 января 2007
- WWE Friday Night SmackDown! & ECW on Sci Fi — 19 июня 2007 (В этот вечер состоялся последний поединок Криса Бенуа, который умер несколькими днями позже) 15 июля и 26 декабря 2008
- Beyoncé — The Beyoncé Experience Tour — 29 июля 2007
- Элисон Краусс — 17 августа 2007
- Van Halen — 27 сентября 2007
- The Police — Reunion Tour — 15 ноября 2007
- WWE Raw — 26 ноября 2007
- Hannah Montana — Best of Both Worlds Tour — 27 ноября 2007
- Брюс Спрингстин & The E Street Band — Magic Tour — 27 апреля 2008 и Working on a Dream Tour — 3 ноября 2009
- Rihanna, Kanye West, N*E*R*D & Lupe Fiasco — Glow in the Dark Tour — 8 мая 2008
- The Cure — 16 июня 2008
- New Kids on the Block — New Kids on the Block: Live Tour, с Lady Gaga — 30 октября 2008
- Реба Макинтайр & Келли Кларксон — 2 Worlds 2 Voices Tour, с Melissa Peterman — 21 ноября 2008
- AC/DC — Black Ice World Tour — 18 декабря 2008
- Билли Джоэл & Элтон Джон — Face-to-Face Tour — 8 марта 2009
- Fleetwood Mac — 25 апреля 2009
- WWE Raw — 15 июня 2009
- Jonas Brothers — 2009 World Tour — 21 августа 2009 (с Honor Society, Джордин Спаркс & Wonder Girls)
- Metallica — World Magnetic Tour — 18 октября 2009
- Тейлор Свифт — Fearless Tour — 5 сентября 2009
- Майли Сайрус — Wonder World Tour — 24 нобября 2009
- Daughtry — 11 июня 2010
- WWE Raw — 14 июля 2010
- Пол Маккартни — Up and Coming Tour — 28 июля 2010
- Джастин Бибер — My World Tour — 8 августа 2010
- Lady Gaga — The Monster Ball Tour — 18 сентября 2010